# Prangos latiloba
Prangos latiloba är en flockblommig växtart som beskrevs av Jevgenij Korovin. Prangos latiloba ingår i släktet Prangos och familjen flockblommiga växter. Inga underarter finns listade i Catalogue of Life.